# Пен-Бальма
Пен-Бальма́ (фр. Pin-Balma, окс. Le Pin de Balmar) — коммуна во Франции, находится в регионе Юг — Пиренеи. Департамент — Верхняя Гаронна. Входит в состав кантона Тулуза-8. Округ коммуны — Тулуза.
Код INSEE коммуны — 31418.

## География
Коммуна расположена приблизительно в 590 км к югу от Парижа, в 8 км к востоку от Тулузы.

## Климат
Климат умеренно-океанический. Зима мягкая и снежная, весна характеризуется сильными дождями и грозами, лето сухое и жаркое, осень солнечная. Преобладают сильные юго-восточные и северо-западные ветры.

## Население
Население коммуны на 2010 год составляло 887 человек.
| 1962 | 1968 | 1975 | 1982 | 1990 | 1999 | 2010 |
| ---- | ---- | ---- | ---- | ---- | ---- | ---- |
| 302  | 284  | 383  | 636  | 678  | 655  | 887  |

## Экономика
В 2010 году среди 558 человек трудоспособного возраста (15—64 лет) 381 были экономически активными, 177 — неактивными (показатель активности — 68,3 %, в 1999 году было 67,8 %). Из 381 активных жителей работало 358 человек (192 мужчины и 166 женщин), безработных было 23 (4 мужчины и 19 женщин). Среди 177 неактивных 88 человек были учениками или студентами, 50 — пенсионерами, 39 были неактивными по другим причинам.

## Достопримечательности
- Церковь Св. Петра

## Фотогалерея
- Церковь Св. Петра
- Карта коммуны